# Jules Pappaert
Jules Pappaert (Saint-Gilles, 5 novembre 1905 – 30 dicembre 1945) è stato un calciatore belga, di ruolo difensore.

## Palmarès

### Club

#### Competizioni nazionali
- Campionato belga: 3

Union Saint-Gilloise: 1932-1933, 1933-1934, 1934-1935